# Guerra dos Galeses
Guerra dos Galeses foi um termo cunhado pela mídia britânica e internacional para descrever o colapso do casamento entre Charles, Príncipe de Gales e Diana, Princesa de Gales. O nome deriva da Guerra das Duas Rosas, uma série de disputas entre a Casa de York e a Casa de Lencastre pelo trono britânico. A "Guerra dos Galeses" iniciou-se no final dos anos 80, quando se tornou conhecimento público que o casamento de Charles e Diana estava arruinado. Chegou ao seu climax em 1992, quando o Príncipe e a Princesa de Gales formalmente se separaram. Eles divorciaram-se em 1996.

## Fatos antecedentes
Em 29 de julho de 1981, o Príncipe de Gales casou-se com Lady Diana Spencer, na Catedral de São Paulo, em Londres. A cerimônia contou com 3500 convidados e foi assistida por cerca de 750 milhões de pessoas em todo mundo via televisão.
O casamento do século XX, como era chamado, passou a ser comparado a um conto de fadas. A nova Princesa de Gales rapidamente conquistou o público com sua beleza, chamando, muitas vezes, mais atenção que seu próprio marido, filho mais velho e herdeiro da Rainha Elizabeth II.
Entretanto, as tensões logo se refletiram. O príncipe estava sempre comprometido com seus deveres, e Diana sentia-se sozinha, sem a companhia do marido, além de suspeitar de um caso amoroso entre Charles e sua ex-namorada e amiga, Camilla Parker Bowles (sua atual esposa). Em público, porém, eles continuaram a aparentar um casal feliz.
No meio da década de 1980, após o nascimento dos dois filhos do casal (William e Harry), Charles passou a ficar mais tempo com os amigos, incluindo Camilla, e praticando pólo em Highgrove House, enquanto que sua esposa permanecia no Palácio de Kensington, na capital londrina.

## Relações extraconjugais
Em junho de 1986, Diana conheceu o jovem oficial de cavalaria James Hewitt, que se tornou seu instrutor de equitação. Com o tempo, por iniciativa de Diana, os dois tornaram-se muito próximos. Hewitt alega que a princesa estava se sentindo muito só e infeliz naquele momento. Eles passaram a se encontrar mais na residência da mãe de James, Shirley Hewitt, em Devon, durante os fins de semana, em que os príncipes de Gales não ficavam juntos. Charles também encontrou apoio, com Camilla, à época. Suspeita-se que eles já mantinham um relacionamento antes do casamento em 1981, mas há quem acredite que a relação foi ressuscitada somente em 1989, o que faria de Diana a primeira pessoa a cometer adultério no casamento.
Diana e James, que tiveram um caso de três anos, tentaram viver como um casal normal quando possível, e ele regularmente ficava em Kensington ou em Highgrove. Todavia, Hewitt teve que se despedir de Diana, pois estava de mudança para a Alemanha. Novamente, Diana estava sozinha.
O próximo relacionamento que Diana teve, depois de Hewitt, foi com James Gilbey, um ex-namorado de sua adolescência, no outono de 1989. Quando Gilbey e Diana souberam que o jornal The Sun tinha comprado uma gravação de uma conversa entre eles, na qual Diana era chamada repetitivamente "Squidgy" por seu amante. Como o conteúdo seria explosivo demais, o The Sun decidiu não publicar nada a respeito.
Em poucas semanas, a princesa cortou suas relações com Gilbey e reatou com Hewitt, que estava se preparando para a Guerra do Golfo. Em fevereiro de 1991, quando a guerra acabou, James retornou à Inglaterra, mas o News of the World publicou sua capa com o título "Herói do Golfo Apaixonou-se por Diana". Dali em diante, a privacidade entre os dois já não era mais possível.

## Biografia de Diana
Com a finalidade de contar ao mundo sua história e talvez diminuir o impacto que o Squidgygate faria mais tarde, Diana contatou o biógrafo e amigo Andrew Morton, que ficou encarregado de escrever um livro sobre sua vida a partir de entrevistas feitas secretamente. Morton também mandava à princesa perguntas que ela deveria devolver gravadas. Nelas, Diana acusou a família real britânica de desprezar sua popularidade e disse que passava horas sozinha, questionando-se onde estava seu marido, o que lhe provocou depressão, bulimia e tentativas de suicídio. Ela também culpou Camilla Parker-Bowles por sua infelicidade matrimonial.
O livro foi publicado em junho de 1992 e intitulado "Diana: Her True Story". Morton negou que a biografia era baseada em fofocas e boatos, dizendo que entrevistou a princesa e fontes próximas a elas, que preferiram ficar anônimas. Contudo, um episódio do livro, em particular, realmente não ocorreu, o que conta que ela tentou suicidar-se grávida de três meses do príncipe William caindo de uma escada. Isso gerou um grande criticismo, pois foi um grande exagero por parte de Diana. Em agosto daquele ano, sua conversa gravada com Gilbey foi publicada. Entretanto, a popularidade de Diana continuou alta.

## Separação
A separação do Príncipe e da Princesa de Gales foi oficialmente anunciada em 9 de dezembro de 1992, pelo então primeiro-ministro, John Major.

## Camillagate
Também em 1992, o Daily Mirror foi contatado por um radioamador que possuía uma gravação de Charles numa conversa telefônica íntima com uma mulher (ver a  transcrição da fita). O Daily Mirror passou semanas tentando confirmar se a mulher na fita era, conforme suspeitavam, Camilla. Em janeiro de 1993, eles publicaram a reportagem. Assim, confirmou-se que o que Diana falara sobre Camilla e Charles era verdade. Até então, eles eram considerados amigos apenas, e os amigos de Charles diziam isso também aos jornais. Mesmo arrasado com o Camillagate, o príncipe não mostrou intenção de abrir mão da amante.

## Biografia de Charles
Charles então decidiu adotar a estratégia de sua esposa, usando a imprensa para se promover. O destaque de seu contra-ataque foi um documentário biográfico gravado por Jonathan Dimbleby. Charles gostou da idéia de ser filmago trabalhando e concordou em falar de seu casamento. Na noite em que o programa de Dimbleby foi exibido, 29 de junho de 1994, Diana tentou ofuscar Charles com um vestido estonteante. No documentário, Charles confessou que tinha sido infiel.
Dimbleby também publicou, em 1994, "The Prince of Wales: A Biography", que conta detalhes sobre a educação, casamento, atividades, finanças, caridades e estilo de vida de Charles. O livro disse que o comportamento de Diana no início do casamento era indicativo de transtorno de personalidade limítrofe. Diana, segundo Dimbleby, era obsessiva demais e fora de controle, abrindo cartas e escutando atrás de portas. O psiquiatra de Diana, Dr. Neville Marks, contudo discordou disso.
Em 1995, Camilla Parker-Bowles divorciou-se de seu marido Andrew.

## Entrevista com a BBC
Para manter a vantagem na Guerra dos Galeses, Diana, em 1995, realizou uma entrevista eletrizante no programa Panorama BBC:
Como Príncipe de Gales, ele tem mais liberdade. Ser rei seria mais sufocante, e, como conheço a personalidade dele, acho que o "emprego de rei", como chamo, lhe traria muitas limitações, e não sei se ele conseguiria se adaptar a elas
A citação acima de Diana foi ouvida por 22 milhões de pessoas, e sua referência a Camilla "atrapalhando o casamento" foi a última salva da desastrosa união; o divórcio seria inevitável. Na entrevista, ela também admitiu que foi infiel.

## Divórcio
O divórcio foi finalmente finalizado em 28 de agosto de 1996. O acordo criado pelos advogados dos príncipes estabelecia que Diana poderia continuar vivendo no Palácio de Kensington; que a guarda dos príncipes William e Harry seria dividida entre eles; e que uma quantia de £17 milhões de libras seria concedida à Diana, e perderiaao tratamento de "Sua Alteza Real".
A partir daí, seu título oficial passou a ser "Diana, Princesa de Gales", sendo mantida como uma Princesa Britânica e membro da Família Real Britânica, já que era mãe do 2.° e 3.° na linha de sucessão à coroa britânica.
Mas o pior estava por vir. Diana, Princesa de Gales encontrou a morte em 31 de agosto de 1997, devido a um acidente automobilístico no túnel da Ponte de l'Alma, em Paris, França, o que causou grande tristeza mundial, pois a Princesa era muito querida por todos no mundo todo.
O lugar de descanso da Princesa é a propriedade campestre de sua família, Althorp, em Northamptonshire, Inglaterra.
Lord Spencer, irmão da Princesa, escolheu como local de sepultamento uma ilha no lago ornamental de Althorp, onde o corpo de Diana, Princesa de Gales descansa em paz.
E por fim, Carlos, Príncipe de Gales acabou se casando com sua amante, Camila, Duquesa da Cornualha em 9 de abril de 2005, tornando sua ex amante sua oficial esposa. Camila é legalmente a Princesa de Gales, mas escolheu usar um outro título, o de Duquesa da Cornualha, em respeito ao fato do título de Princesa de Gales ainda estar muito associado à falecida Diana, Princesa de Gales.
Ao se casar com Carlos, Camilla recebeu o título de Sua Alteza Real, contudo por ser divorciada de seu primeiro marido não poderia receber o título de Rainha, e sim receberia o de Princesa consorte, isto quando Carlos subisse ao trono. Contudo com a ascensão de Charles em 2022, Camilla recebeu o título de Rainha Consorte.
Diana, Princesa de Gales, (1961-1997) não perdeu apenas a vida, mas também a Guerra dos Galeses. Contudo ela é até os dias atuais muito mais amada pelo povo do que seus parentes reais.